# Hooker Basin
Koordinaten: 70° 23′ S, 166° 39′ O
Das Hooker Basin ist ein Seebecken in der Somow-See vor der Pennell-Küste des ostantarktischen Viktorialands. Es liegt vor dem Kap Hooker.
Benannt ist es in Anlehnung das gleichnamige Kap.